# 티츄

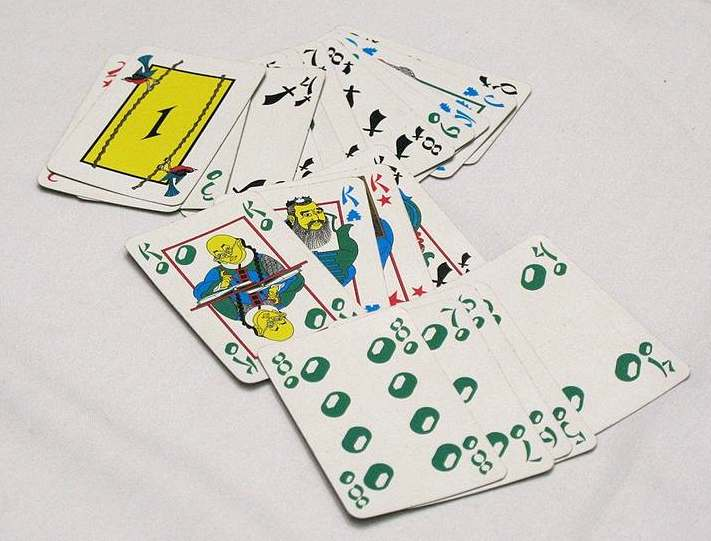
티츄

티츄(영어: Tichu)는 1991년 리오 그란데 게임즈에서 발매된 카드 게임이다. 대한민국에서는 코리아보드게임즈가 리오 그란데 게임즈를 통하여 출시하였다. 플레이어들은 1000점 이상 얻으면 게임이 끝나고 점수가 가장 높은 플레이어가 승리한다. 게임의 디자이너는 우르스 호스테터(Urs Hostetter)이며, 플레이 시간은 약 60분, 인원은 4명, 적정 연령은 12세 이상이다.

## 게임 목적
- 게임의 목적은 1000점 이상 얻으면 게임이 끝나고 가장 점수가 높은 플레이어가 승리한다.

## 게임 종료
- 1000점 이상 얻으면, 게임이 끝난다. 플레이어들은 가지고 있는 카드를 점수기록지에 적어서 가장 점수가 높은 플레이어가 승리한다.